# Campionati africani di atletica leggera 2018 - Salto in lungo maschile
Il concorso del salto in lungo maschile ai campionati africani di atletica leggera di Asaba 2018 si è svolto il 2 agosto allo Stadio Stephen Keshi.

## Risultati
| Class   | Atleta             | Nazione        | #1    | #2    | #3    | #4   | #5   | #6   | Risultati | Note                  |
| ------- | ------------------ | -------------- | ----- | ----- | ----- | ---- | ---- | ---- | --------- | --------------------- |
| Oro     | Ruswahl Samaai     | Sudafrica      | 8.05  | 8.27  | 8.31  | 8.45 | 8.44 | 8.27 | 8.45      | Record dei campionati |
| Argento | Luvo Manyonga      | Sudafrica      | 7.93  | 8.20  | 8.25w | 8.43 | 8.42 | 8.36 | 8.43      |                       |
| Bronzo  | Yahya Berrabah     | Marocco        | x     | 8.14w | 8.09  | x    | x    | x    | 8.14w     |                       |
| 4       | Yasser Triki       | Algeria        | x     | 8.01  | x     | x    | x    | 7.93 | 8.01      |                       |
| 5       | Cheswill Johnson   | Sudafrica      | x     | 7.86w | 7.49  | 7.68 | 5.06 | x    | 7.86w     |                       |
| 6       | Romeo N'Tia        | Benin          | 7.65  | 7.76  | x     | x    | x    | x    | 7.76      |                       |
| 7       | Lazare Simklina    | Togo           | 7.71  | 4.99  | x     | x    | x    | x    | 7.71      |                       |
| 8       | Marcel Mayack II   | Camerun        | 7.69w | 7.51  | –     | –    | –    | –    | 7.69w     |                       |
| 9       | Thierry Konan      | Costa d'Avorio | 7.46w | 7.60  | x     |      |      |      | 7.60      |                       |
| 10      | Omod Okugn         | Etiopia        | x     | 7.58  | 7.46  |      |      |      | 7.58      |                       |
| 11      | Kiplagat Cherono   | Kenya          | 7.48  | 7.51  | 7.46  |      |      |      | 7.51      |                       |
| 12      | Mohcine Khoua      | Marocco        | x     | 7.49  | x     |      |      |      | 7.49      |                       |
| 13      | Appolinaire Yinra  | Camerun        | 7.47  | 7.32  | 7.28  |      |      |      | 7.47      |                       |
| 14      | Benjamin Onyekwelu | Nigeria        | 7.41w | 7.41w | 7.31  |      |      |      | 7.41w     |                       |
| 15      | Donard Nkwemy      | Camerun        | 6.38  | 7.03w | 7.40  |      |      |      | 7.40      |                       |
| 16      | Bethwel Lagat      | Kenya          | 7.38  | x     | x     |      |      |      | 7.38      |                       |
| 17      | Adir Gur           | Etiopia        | 7.34  | x     | x     |      |      |      | 7.34      |                       |
| 18      | Archel Biniakounou | Rep. del Congo | 6.81  | x     | 7.11  |      |      |      | 7.11      |                       |
| N.D.    | Idrissa Compaore   | Burkina Faso   |       |       |       |      |      |      | dns       |                       |
| N.D.    | Micheal Gwandu     | Tanzania       |       |       |       |      |      |      | dns       |                       |